# Charles Henderson (personnage de fiction)
Charles Henderson est un personnage de la série de romans Henderson's Boys de Robert Muchamore.

## Jeunesse
Henderson suit des cours à la Burghley Road Grammar school qu'il quitte à l'âge de quinze ans. Il travaille brièvement dans une forge avant de s'engager dans la Royal Navy. Il sert dans différents bateaux et devient lorsqu'il a à peine vingt ans commandant. Il décline deux propositions de capitaine. Malheureusement ses compétences linguistiques très avancées étaient plus adaptées à un travail bureaucratique. En 1935, il est affilié dans l'Unité de Renseignement des Services Secrets de la Navy. 

## Enseignement
Henderson a un don inné pour les langues. Il sait parler les cinq langues principales européennes et va jusqu'à imiter certains accents régionaux. Il est admirablement fort.

## Apparitions

### L'Évasion
Henderson est envoyé en mission en France occupée. Il doit retrouver deux jeunes Anglais, Paul et Rosie Clarke, traqués par les Nazis. Il se retrouve à demander de l'aide à un jeune orphelin français, Marc. Henderson doit rejoindre les deux enfants car ils détiennent des plans de radios essentiels aux services secrets britanniques qui doivent être ramenés en Angleterre. Henderson emmène les trois adolescents jusqu'à Bordeaux où seuls Rosie et Paul ont pu monter dans un bateau car Marc n'avait pas de papiers. Henderson décide de rester en France avec le jeune homme.

### Le Jour de l'aigle
Henderson doit trouver les plans d'invasion de l'Angleterre et les remettre aux services secrets. Pour y parvenir, il prend un travail de traducteur pour les Allemands où il a accès à ces plans. Marc obtient également un travail de traducteur et assiste Henderson dans sa mission. À la fin du livre, Henderson retourne en Angleterre avec les documents. Il affirme qu'une mission plus longue en France occupée serait un suicide.

### L'Armée secrète
Henderson essaye désespérément de faire passer les tests de parachutisme au groupe A pour les faire parachuter en France occupée mais sans espoir jusqu'à ce que Marc sauve un haut gradé de l'incendie du club dans lequel ils passaient la nuit.

### Opération U-Boot
Henderson est chargé de mener une opération secrète avec six agents de CHERUB ayant pour but de saboter les bases de sous-marins U-Boot à Lorient. À son retour au Royaume-Uni, il est promu au grade de capitaine.

## Décès
Charles Henderson est tué en 1946 par sa femme avec une arme à feu. Son fils (futur directeur de CHERUB) se voit confié à Eileen McAfferty. Sa femme est envoyée dans un hôpital psychiatrique.